# Andrés Barajas
Andrés Barajas (Huelma, Jaén, 1941) pintor y grabador español. La mayor parte de su trabajo está dedicado a la obra gráfica. 
Su familia se traslada a Madrid en 1952 y en 1958, Andrés comienza sus estudios artísticos en la Escuela de Artes Aplicadas y Oficios Artísticos, posteriormente, completa su formación en el Círculo de Bellas Artes.
Viaja por Europa en los años 70 donde es influenciado por el movimiento expresionista. Durante los años ochenta inicia su actividad como profesor de Pintura Mural en la Escuela de Artes Aplicadas y Oficios Artísticos.
Sus trabajos están inspirados en el mundo de los toros, con una visión distinta del que aportaron otros artistas, introduciendo a la mujer como una versión moderna del mito del rapto de Europa.